# Mass Leader
«Mass Leader» (канн. ಸಮೂಹ ನಾಯಕ; рабочее название — Лидер англ. Leader) — индийский художественный фильм на языке каннада с элементами боевика, драмы и триллера, премьера которого в Индии состоялась 11 августа 2017 года, накануне 70-летия независимости Индии.

## Сюжет
Действие фильма происходит вокруг жизни капитана Шивраджа. Фильм начинается с вопроса о бангладешских диверсантах, которые процветали в Бангалоре с помощью политиков, которые занимаются в сфере голосования. Шиврадж вместе со своими двумя соратниками Виджи и Гуру вытесняют бангладешских диверсантов, распространяя распространенные слухи о том, что на них нападут. Он также блокирует места с коррумпированным главным министром Карнатаки, а также принимает решительные меры против наркомафии и других незаконных действий. Главный преступник Бангалора должен убить его, но позже он становится лоялистом. Во второй половине фильма происходят воспоминание о том, что Шиврадж — капитан индийской армии и патриот страны, живущий в Кашмире, который жил вместе с любящей женой, его братьями и сестрами, родителями и дочкой, но к несчастью его семья была убита террористическим заговором, кроме дочки, которая впоследствии превратилась в инвалида. Остальная история состоит в том, как Шиврадж мстит за смерть своих родителей, жены и сестры, охотясь на лидера террористов.

## В ролях
- Шива Раджкумар — Капитан Шиврадж
- Виджай Рагхавендра
- Гурурадж Джаггеш
- Йогеш
- Пранитха Субхаш — жена Шивраджа
- Васми Кришна —
- Шармиела Мандре —
- Ашика Ранганатх —
- Паринитха Китти — Чумми, дочь Шивраджа
- Пракаш Белавади — коррумпированный министр штата Карнатака
- Роклайн Вентакеш

## Производство
Съёмки, начавшиеся 19 апреля 2016 года, велись в Карнатаке, Андра-Прадеше и Кашмире. Команда перенесла съёмки с Манали после ситуации на границе с Кашмиром.
По слухам, продюсеры хотели добавить item-номер с участием Бипаши Басу, для которой должен стать для неё дебютом в Сандалвуде, но позже исключили из сценария.

## Саундтрек
Релиз состоялся 9 июля 2017 года, в присутствии телугу-язычного актёра Нандамури Балакришны.
| №  | Название        | Исполнители                          | Длительность |
| -- | --------------- | ------------------------------------ | ------------ |
| 1. | «Mundhe Nintru» | Четан Гандхарва                      |              |
| 2. | «Geleya Ennale» | Четан Гандхарва, Шрея Гхошал         |              |
| 3. | «Aabida Aabida» | Вир Самартх, Суприя Лохит            |              |
| 4. | «Deepave Ninna» | Джубин Наутиял, Айшвария Рангараджан |              |
| 5. | «Ee Mannali»    | Прем, Чинтан Викас, Говинд Курнул    |              |

## Критика
| Рейтинги           | Рейтинги |
| Издание            | Оценка   |
| ------------------ | -------- |
| The Times of India |          |